# Европско првенство у атлетици у дворани 1990 — бацање кугле за жене
Такмичење у бацању кугле у женској конкуренцији на 21. Европском првенству у атлетици у дворани 1990. одржано је 4. марта  у Глазгову, Уједињено Краљевство.
Титулу освојену у Будимпешти  1989.  бранила је Штефани Шторп из Западне Немачке.

## Земље учеснице
Учествовало је 9 бацачица кугле из 8 земаља.
1. Западна Немачка (3))
2. Источна Немачка (2)
3. Италија (1)
4. Португалија (1)
5. Совјетски Савез (1)
6. Уједињено Краљевство (1)
7. Француска (1)
8. Чехословачка (1)

## Рекорди
Извор:
| Рекорди пре почетка Европског првенства у дворани 1988.     | Рекорди пре почетка Европског првенства у дворани 1988. | Рекорди пре почетка Европског првенства у дворани 1988. | Рекорди пре почетка Европског првенства у дворани 1988. | Рекорди пре почетка Европског првенства у дворани 1988. | Рекорди пре почетка Европског првенства у дворани 1988. |
| ----------------------------------------------------------- | ------------------------------------------------------- | ------------------------------------------------------- | ------------------------------------------------------- | ------------------------------------------------------- | ------------------------------------------------------- |
| Светски рекорд                                              | Хелена Фибингерова                                      | Чехословачка                                            | 22,50                                                   | Јаблонец, Чехословачка                                  | 19. фебруар 1977.                                       |
| Европски рекорд                                             | Хелена Фибингерова                                      | Чехословачка                                            | 22,50                                                   | Јаблонец, Чехословачка                                  | 19. фебруар 1977.                                       |
| Рекорди европских првенстава                                | Хелена Фибингерова                                      | Чехословачка                                            | 21,46                                                   | Сан Себастијан, Шпанија                                 | 13. март 1977.                                          |
| Рекорди после завршеног Европског првенства у дворани 1988. |                                                         |                                                         |                                                         |                                                         |                                                         |
| Нових рекорда није било.                                    |                                                         |                                                         |                                                         |                                                         |                                                         |

## Освајачи медаља
|                              |                                   |                            |
| Клаудија Лош Западна Немачка | Наталија Лисовска Совјетски Савез | Грит Хамер Источна Немачка |

## Резултати
Извор:

### Финале
| Пласман | Атлетичарка        | Земља                | Резултат | Белешка |
| ------- | ------------------ | -------------------- | -------- | ------- |
|         | Клаудија Лош       | Западна Немачка      | 20,64    |         |
|         | Наталија Лисовска  | Совјетски Савез      | 20,35    |         |
|         | Грит Хамер         | Источна Немачка      | 19,53    |         |
| 4.      | Астрид Кумбернус   | Источна Немачка      | 19,50    |         |
| 5.      | Ирис Плоцицка      | Западна Немачка      | 18,67    |         |
| 6.      | Штефани Шторп      | Западна Немачка      | 16,64    |         |
| '7.     | Рената Брукова     | Чехословачка         | 17,50    | ЛР      |
| 8.      | Агнезе Мафеј       | Италија              | 16,79    |         |
| 9.      | Аник Морисј        | Француска            | 16,01    | ЛР      |
| 10.     | Ивон Хансон Нортеј | Уједињено Краљевство | 15,72    |         |
| 11.     | Тереза Мачадо      | Португалија          | 16,22    |         |

## Укупни биланс медаља у бацању кугле за жене после 21. Европског првенства у дворани 1970—1990.
|    | Земља                |    |    |    |    |
| -- | -------------------- | -- | -- | -- | -- |
| 1. | Чехословачка         | 8  | 3  | 1  | 12 |
| 2. | Совјетски Савез      | 4  | 5  | 3  | 12 |
| 3. | Западна Немачка      | 4  | 3  | 4  | 11 |
| 5. | Источна Немачка      | 3  | 9  | 10 | 22 |
| 5. | Бугарска             | 2  | 0  | 1  | 3  |
| 6. | Пољска               | 0  | 1  | 0  | 1  |
| 7. | Уједињено Краљевство | 0  | 0  | 1  | 1  |
| 7. | Румунија             | 0  | 0  | 1  | 1  |
|    | Укупно {8}           | 21 | 21 | 21 | 63 |

|     | Атлетичарка        | Земља           |   |   |   |    |
| --- | ------------------ | --------------- | - | - | - | -- |
| 1.  | Хелена Фибингерова | Чехословачка    | 8 | 3 | 0 | 11 |
| 2.  | Клаудија Лош       | Западна Немачка | 3 | 2 | 0 | 5  |
| 3.  | Надежда Чижова     | Совјетски Савез | 3 | 1 | 0 | 4  |
| 4.  | Иилона Слупјанек   | Источна Немачка | 2 | 1 | 1 | 4  |
| 5.  | Маријане Адам      | Источна Немачка | 1 | 1 | 2 | 4  |
| 6.  | Иванка Христова    | Бугарска        | 1 | 0 | 1 | 2  |
| 7.  | Хајди Кригер       | Источна Немачка | 0 | 2 | 1 | 3  |
| 8.  | Антонина Иванова   | Совјетски Савез | 0 | 1 | 2 | 3  |
| 8.  | Ева Вилмс          | Западна Немачка | 0 | 1 | 2 | 3  |
| 8.  | Хелке Хартвиг      | Источна Немачка | 0 | 1 | 2 | 3  |
| 11. | Хелма Кноршајт     | Источна Немачка | 0 | 1 | 1 | 2  |